# Musconský palác
Musconský palác, nazývaný i Velký Musconský palác a také palác Harbuval-Chamaré, je klasicistní objekt v Karmelitské ulici č. 380/16 v Praze 1-Malé Straně. Od roku 1964 je chráněn jako kulturní památka.

## Historie a popis
Pozemek objektu vznikl parcelací zahrady maltézských rytířů a samotný objekt prošel postupně několika přestavbami. Roku 1346 byly na pozemku postaveny dvě sladovny a dva domy. 
Po roce 1611 František Ludvík Muscon postavil nový dům na volné části parcely na místě dnešního paláce. V roce 1637 od zadluženého Františka Ludvíka Muscona převzali nemovitost věřitelé a spravovali ji s maltézskou jurisdikcí. 
Roku 1682 velkopřevor Ferdinand Ludvík Kolovrat-Libštejnský (1621–1692) vyplatil hlavní věřitelku Marii Cecilii Renatu († 1694), vdovu po Ferdinandu Vilému Slavatovi, a dům ji přenechal k doživotnímu užívání. V letech 1682–1684 zednický mistr Hans Glier dům opravil, ve dvoře strhl a znovu postavil zadní stavení a provedl další menší úpravy. 
Roku 1694 uvolněný objekt koupil právník, rektor Karlovy univerzity a kancléř maltézského řádu Jan Jindřich Turba (asi 1650–1704); v té době byl čelní trakt dvoupatrový, dvorní křídla byla jednopatrová a první patro zadního křídla bylo propojeno s domem na Maltézském náměstí (čp. 479, tzv. Malý Musconský dům). V roce 1787 František Xaver Turba zděděný objekt prodal Janu Baptistu Procházkovi a obě stavení byla oddělena.
V roce 1800 Velký Musconský dům koupila Rosa kněžna Kinská (1780–1842, vdova po Josefu Arnoštu Kinském) a dům nechala přestavět podle plánů stavitele Josefa Zobela. Dům dostal klasicistní podobu, průčelní stěna byla zvýšena o třetí patro a severní dvorní křídlo o druhé patro, uvnitř byly provedeny další úpravy. 
V roce 1834 objekt koupil Jan Ludvík hrabě Harbuval-Chamaré a ve vlastnictví jeho rodu dům zůstal do počátku 20. století.
Dnes jsou prostory v paláci pronajímány jako byty, kanceláře a obchody.
Západní uliční křídlo je třípatrové, severní dvorní křídlo přiléhající k Thun-Hohenštejnskému paláci spolu se zadním stavením a s vysokou ohradní zdí oddělující na jižní straně sousední čp. 382 ohraničují obdélný dvůr. Ohradní zeď je členěna nikami a doplněna klasicistní kašnou.